# Tar-Vanimeldë
Tar-Vanimeldë, que significa ‘bella elfa’ en quenya, es un personaje ficticio perteneciente al legendarium del escritor J. R. R. Tolkien. Su historia tan solo es contada brevemente en los Cuentos inconclusos de Númenor y la Tierra Media. Es una Dúnadan de Númenor, hija de Tar-Telemmaitë y nacida en el año 2277 de la Segunda Edad del Sol. 
Se convirtió en la tercera reina de Númenor (la decimosexta en total) tras la muerte de su padre en el año 2526 S. E. Sin embargo, su marido Herucalmo fue el que en realidad gobernó, pues ella le prestó poca atención al reinado y se dedicó más a sus aficiones, entre las que destacaban la música y el baile.
Tras su muerte en el año 2637 S. E., Herucalmo se coronó como Tar-Anducal y reinó hasta su muerte veinte años después, impidiendo así gobernar a su hijo Alcarin, que era el verdadero heredero. A pesar de ello, Tar-Anducal no es contado como el décimo séptimo rey y sí su hijo.